# Peón (ajedrez)
El peón es una pieza del ajedrez. Al comienzo de una partida, cada jugador tiene ocho peones que están dispuestos en las filas 2 y 7, por delante del resto de piezas. El peón se mueve verticalmente por la columna en la que se encuentra, sin poder retroceder. En el primer movimiento, desde el punto inicial, pueden avanzar dos escaques y, a partir de allí, de uno en uno.
Para que un peón pueda  capturar la pieza debe moverse de su lugar inicial inmediatamente en la fila en diagonal. El peón adversario que avanza dos escaques en su primer movimiento en la columna adyacente y que se sitúa en la misma fila en que se encuentra el peón que va a realizar la captura. Al llegar a la última fila se convierte en cualquier otra pieza, excluyendo el rey, movimiento llamado coronación o promoción; el peón será reemplazado inmediatamente por otra pieza que puede ser caballo, alfil, torre o dama y deberá ser retirado del tablero. La promoción no está limitada a las piezas previamente capturadas, sino que el jugador puede elegir la pieza a la que quiere promocionar, por lo que es posible por ejemplo tener más de una dama en el tablero. El peón está presente inclusive en variantes del juego, habiendo servido de inspiración para algunas piezas no ortodoxas.
Originalmente, fueron la representación militar de la infantería, pero, en la Edad Media, fue interpretado en la moralidad como los campesinos y la posibilidad de promoción, una metáfora de la posibilidad de movilidad social a través de un camino virtuoso (recto). Son tomados como unidad de valor las piezas de ajedrez. Se vuelven más valiosos a medida que aumenta la posibilidad de promoción, lo que puede influir en la estrategia adoptada por los jugadores.

## Origen y etimología

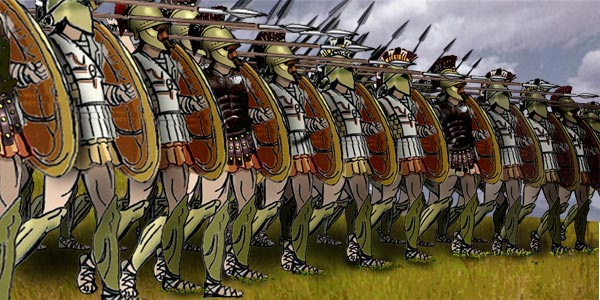
Una reconstrucción moderna de hoplitas griegos en formación de falange.

Según la leyenda de Sisa, el brahmán Sisa creó el chaturanga, precursor más antiguo del ajedrez, a petición del Rajá indio Balhait. Sissa se basó en las figuras del Ejército de la India, e incluyó la pieza hoy conocida como peón como forma representativa de la infantería y del papel que ésta desempeñaba en los ejércitos durante la guerra.
De acuerdo con relatos griegos, esta era la composición del ejército de la India desde el siglo IV a. C. La palabra chaturanga, que posteriormente nombró la primera versión del juego, tiene un significado unido a las partes del ejército en el Ramayana y el Mahābhārata, en la cual el ejército está expresamente llamado hasty-ashwa-ratha-padatam del cual padatam es la palabra en sánscrito para un soldado.
En el idioma persa la pieza era denominada Piyada y en árabe Baidaq, ambas con el mismo significado que en sánscrito. En la mayoría de países europeos, la pieza tiene el nombre relacionado con la infantería, que originalmente se representaba, siendo peão en portugués, pedina en italiano, bauer en alemán y pawn en inglés.

## Arqueología
Los artefactos más antiguos encontrados son del conjunto de piezas de Afrasiab, encontrados en Uzbekistán en la década de 1970. Los peones son pequeñas figuras de los soldados arrodillados, apoyados en una rodilla, sosteniendo la espada y el escudo como si estuvieran listos para el combate.
Los musulmanes desarrollaron diseños más simples y estilizados siguiendo la prohibición del Islam de representar figuras vivas. Los peones son las piezas más pequeñas, siguiendo la importancia de las filas militares, y con formato de cúpula. En el conjunto de piezas de Ager, el peón es un pequeño bloque cilíndrico.
Los artefactos de las Piezas de Lewis poseen 19 peones estilizados con formas y tamaños variados semejantes a lápidas u obeliscos. La mayoría poseen una base hexagonal y dos piezas poseen adornos o grabados. El único peón reminiscente del conjunto de piezas de Carlomagno está representado por un pequeño soldado con escudo y casco similar a los nórdicos del siglo XI que rompió el mito de que el conjunto pertenecía en realidad al emperador carolingio, que vivió en el siglo VIII.
Desde el siglo XV, el ajedrez se expandió por Europa y Rusia. Los peones continuaron siendo representados de forma estilizada, con un formato semejante entre sí, similar a los de las piezas Staunton. Hubo algunas excepciones como conjuntos realizados en Augsburg que representaban los peones conforme los oficios indicados en la moralidad 'Liber de Moribus Hominum et Officiis Nobilium Sive Super Ludo Scacchorum' escrita por Jacobo de Cessolis en el siglo XIII. Los oficios son, a partir de la columna a: granjero, herrero, sastre, comerciante, médico, tabernero, guardia y mensajero.

## Galería de imágenes

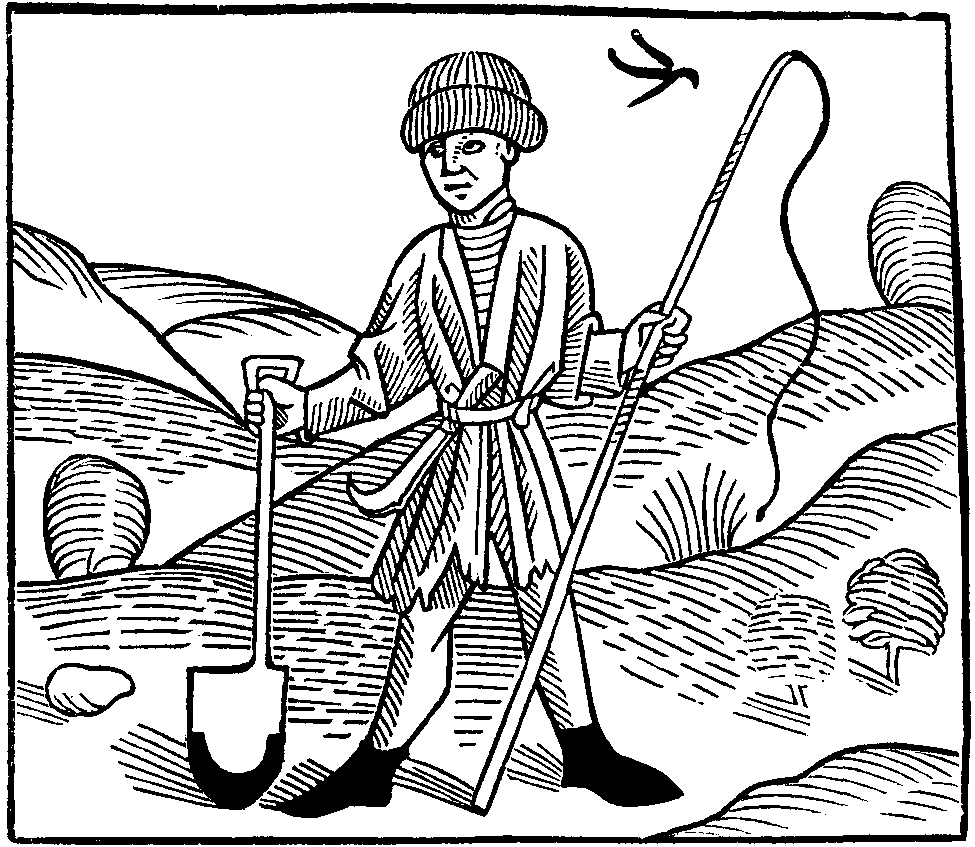
Agricultor
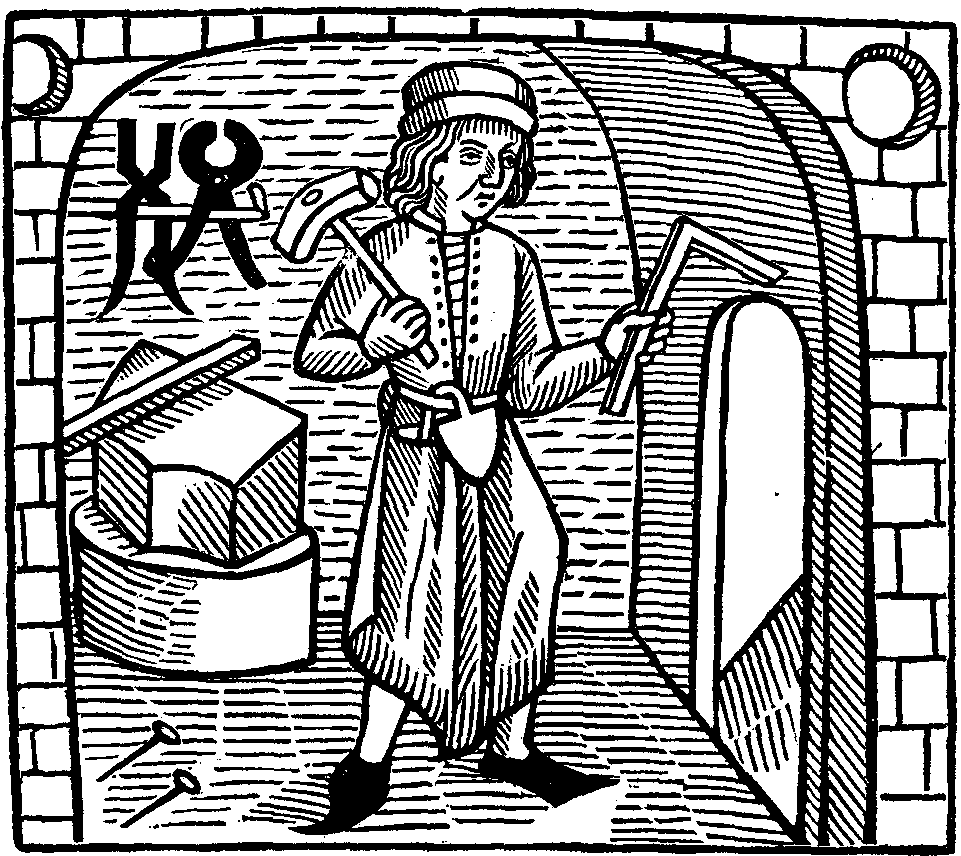
Herrero
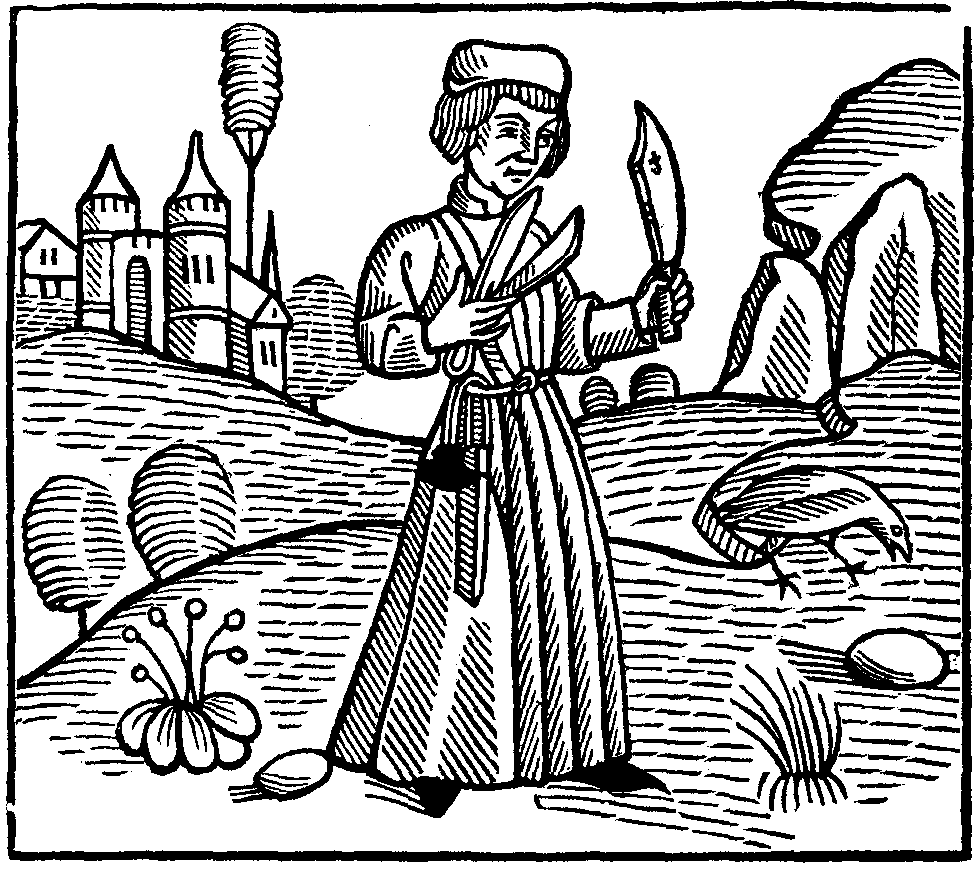
Sastre
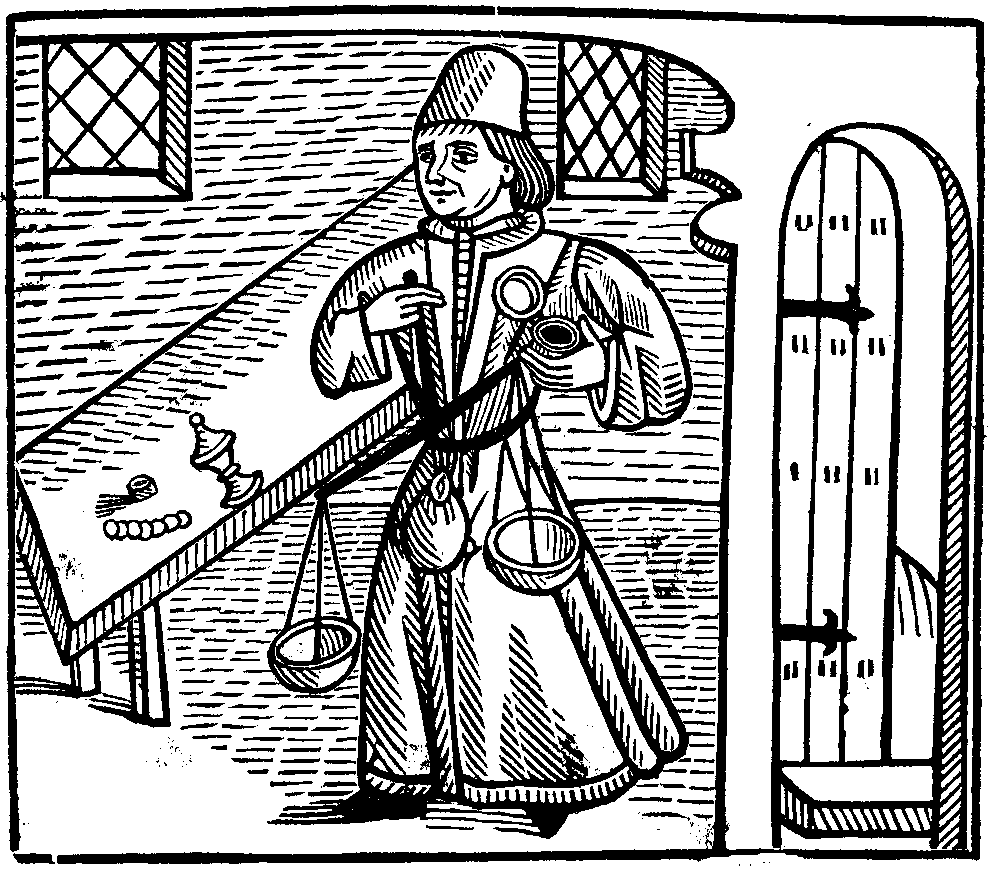
Mercader
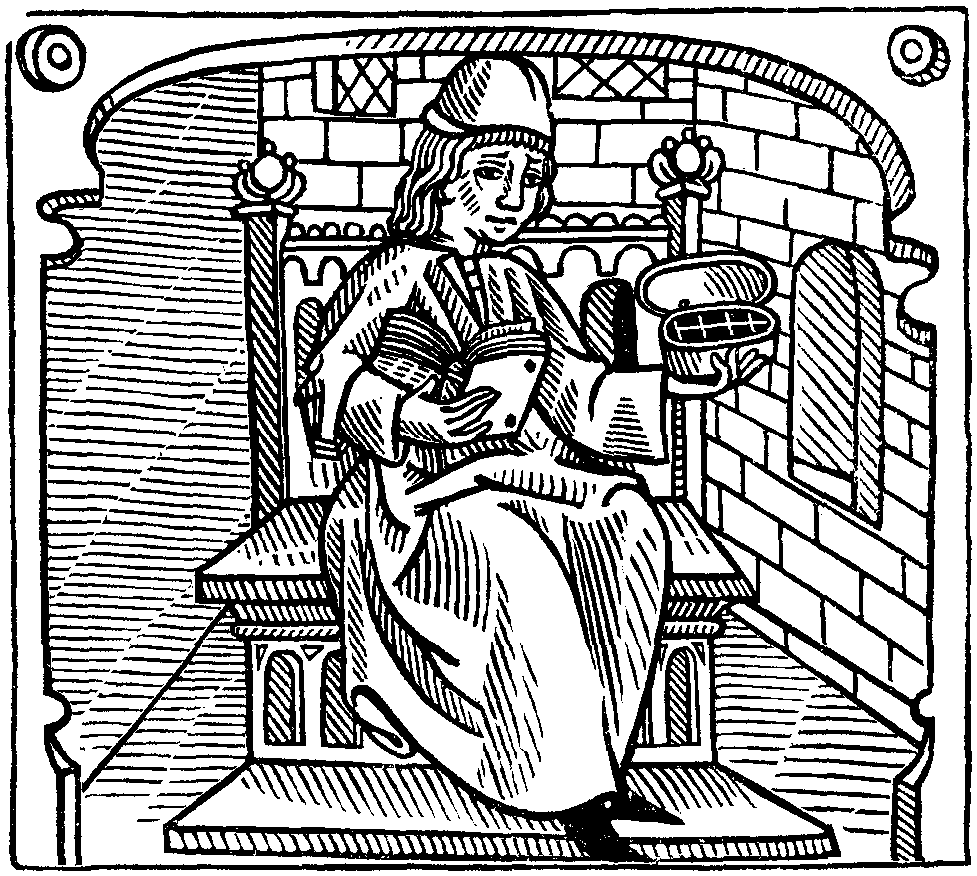
Médico
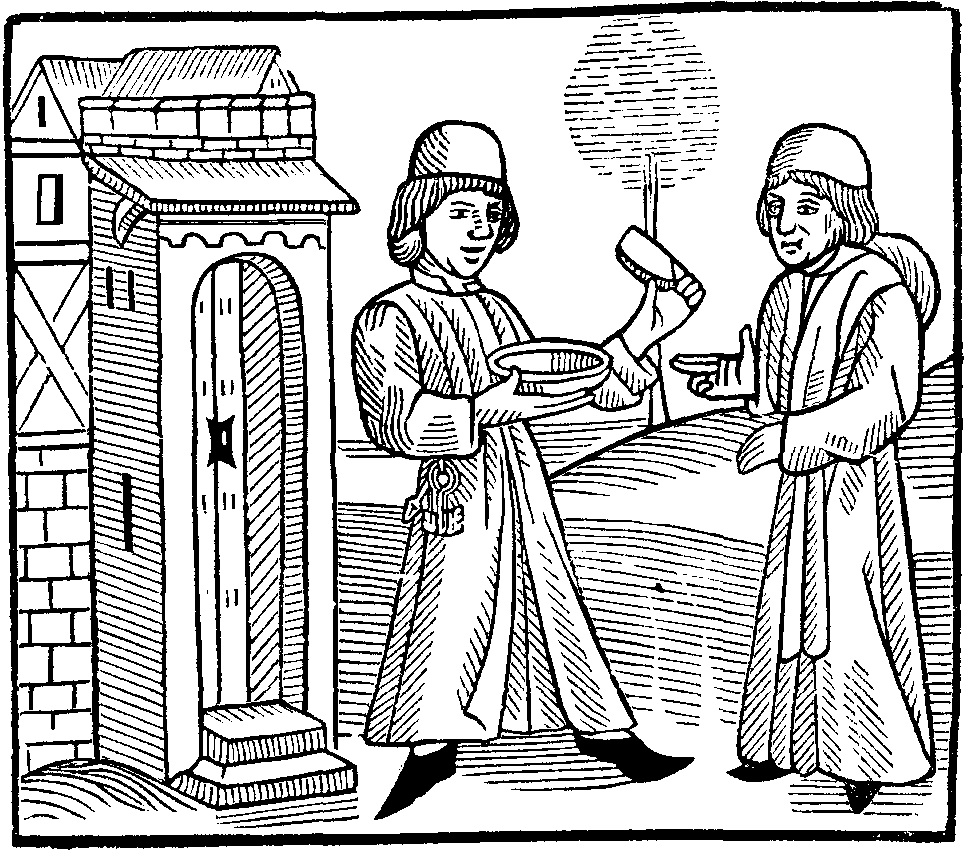
Posadero
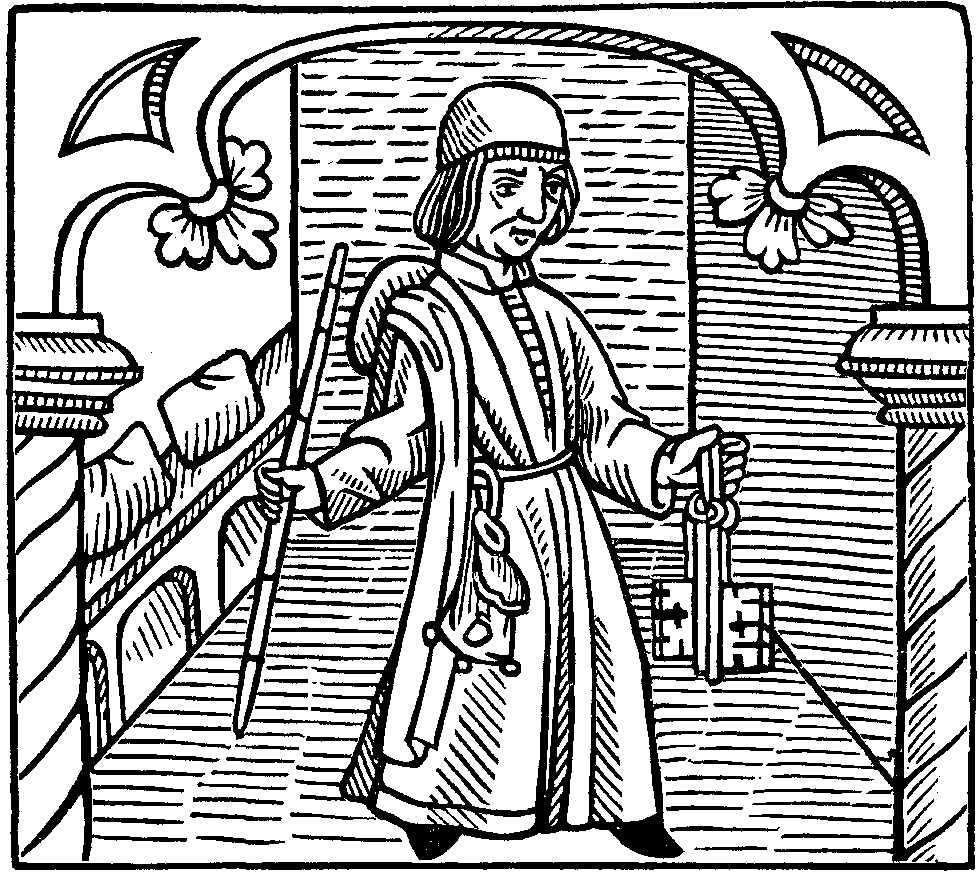
Guardia
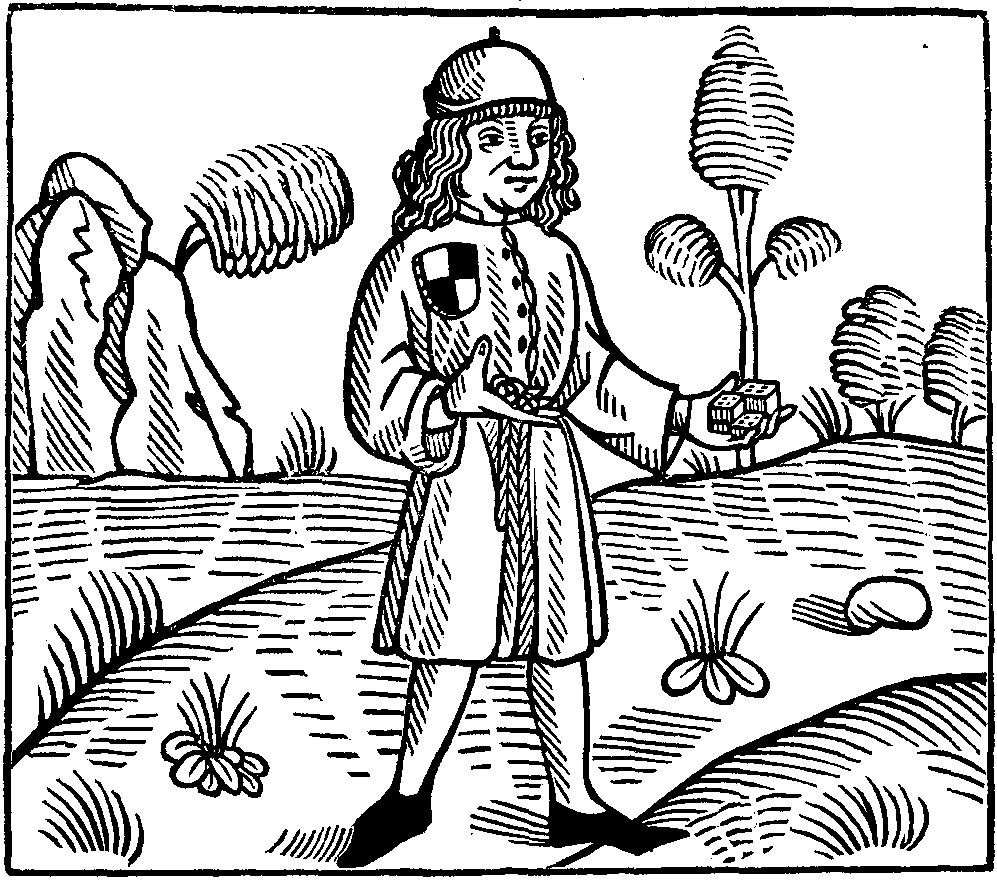
Mensajero

## Movimiento y valor relativo
|    |       |       |       |    |       |       |       |    |  |
|    | a8    | b8    | c8    | d8 | e8    | f8    | g8    | h8 |  |
| a7 | b7    | c7    | d7    | e7 | f7    | g7    | h7    |    |  |
| a6 | b6    | c6    | d6    | e6 | f6    | g6    | h6    |    |  |
| a5 | b5    | c5    | d5    | e5 | f5    | g5 pd | h5    |    |  |
| a4 | b4    | c4 xo | d4    | e4 | f4 xx | g4 xo | h4 xx |    |  |
| a3 | b3 xx | c3 xo | d3 xx | e3 | f3    | g3    | h3    |    |  |
| a2 | b2    | c2 pl | d2    | e2 | f2    | g2    | h2    |    |  |
| a1 | b1    | c1    | d1    | e1 | f1    | g1    | h1    |    |  |
|    |       |       |       |    |       |       |       |    |  |

Movimientos permitidos.

En la posición inicial de las piezas sobre el tablero, cada jugador tiene a su disposición ocho peones, posicionados en la segunda fila para las blancas, y en la séptima fila para las negras. Su movimiento consiste en el avance para el escaque desocupado inmediatamente enfrente de la misma columna o, en el primer movimiento opcionalmente, por dos escaques en la misma columna, siempre y cuando ambos escaques estén desocupados. Este avance fue introducido en Europa durante la Edad Media, pero solo fue uniformizado con el establecimiento de las reglas a finales del siglo XV. En España y Alemania, este avance solo se permite si no hubiera captura de piezas y en Alemania todavía estaba restringido a los peones de las torres, dama y rey.
Captura al tomar el lugar ocupado por la pieza oponente que está en dirección diagonal en la fila inmediatamente a su frente, tomando el lugar de la pieza. Si un peón ataca el escaque por el cual un peón pasa al oponente ha avanzado dos escaques en su primer movimiento, el peón atacante puede capturar al adversario, por lo que ocupan el escaque sobre el que pasó el peón del oponente. Esta captura característica se denomina captura al paso y solo se permite en el movimiento siguiente al avance del peón adversario.
El movimiento al paso fue introducido alrededor del siglo XV y fue descrito por Lucena en Repetición de Amores y Arte de Ajedrez (1497), pero solo fue uniformizado en torno al siglo XVIII, cuando los italianos abandonaran el passar bataglia. Según lo establecido por la FIDE, no es necesario asignar una letra específica para el peón en notación algebraica del ajedrez, que se utilizará en los torneos oficiales. En periódicos y en la literatura, se recomienda el uso de figuras o diagramas ( y ).
Por lo general, el valor relativo del peón es atribuido arbitrariamente como un punto, aunque los peones centrales sean más valiosos. Sin embargo, en los finales el valor puede ser superior en la medida que estos avancen y exista la posibilidad de ser promovidos. El valor del peón puede variar según la estructura de peones existente. Los peones doblados valen 0,75 puntos si pueden deshacer tal debilidad y 0,5 puntos en caso de que no sea posible.

### Capturas que realiza el peón

#### Captura tradicional

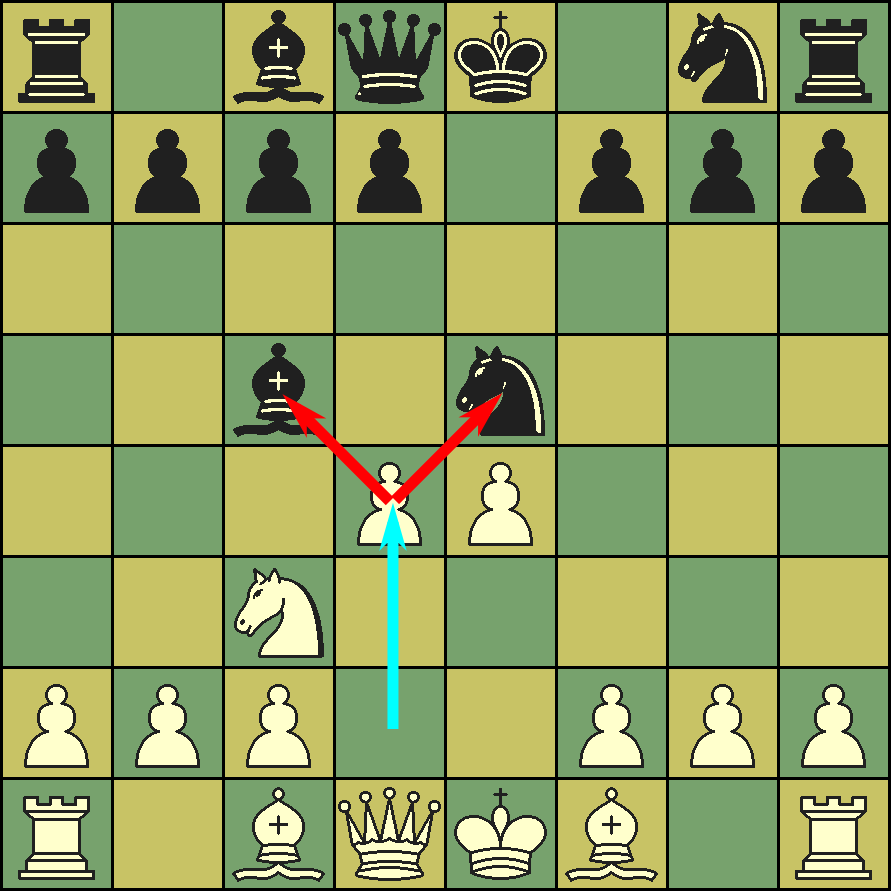
En esta imagen podemos observar como el PD tiene dos posibilidades de captura: el caballo o el alfil.

La captura tradicional es aquella que realiza el peón con mayor frecuencia y en casi todos las partidas de ajedrez; el movimiento que realiza es en diagonal hacia la columna inmediata, ya sea izquierda o derecha capturando una pieza adversaria.

#### Captura de peón al paso

Ejemplo de captura al paso

Si un peón se encuentra en la quinta fila y un peón adversario de una columna adyacente mueve dos escaques en su primer movimiento, es posible realizar la captura como si el peón adversario hubiese movido solo un escaque. Este movimiento es al paso y solo se puede realizar en la jugada siguiente a la que el peón adversario movió dos escaques.
En el ajedrez antiguo el peón siempre adelantaba solo un escaque cada jugada. Para agilizar el juego se decidió, en determinado momento, que la primera vez que se juega un peón, hay la posibilidad de adelantar dos escaques. Este hecho, empero, comportaba que se pudiera burlar la capacidad defensiva de un peón adversario. Para evitarlo, se estableció entonces esta jugada especial: la captura al paso del peón.
- Posición: Puede hacer esta jugada el jugador de blancas que tiene un peón en la fila 5 —la 4 para la negras— y su adversario tiene un peón a la fila de origen —la 7 para las blancas y la 2 para las negras— en una columna contigua a la del peón.

- Acción que la permite: Con la posición mencionada, que el adversario adelante dos escaques su peón, cosa que puede hacer, puesto que lo tiene al escaque de origen del peón. Los dos peones quedarán lado por lado, es decir, en la misma fila y en columnas contiguas.

Es el único movimiento donde el pieza que captura no ocupa el escaque del tablero de la pieza capturada. En la notación algebraica del ajedrez y en la notación descriptiva de ajedrez el movimiento puede ser señalado con "e.p.", aunque esto no sea obligatorio. En este caso, hay que señalar que el peón capturado había avanzado solo un escaque. En caso de que la captura al paso sea el único movimiento legal disponible, el jugador está obligado a realizar el movimiento o abandonar la partida. El movimiento también es obligatorio en caso de que el único movimiento que le permita al jugador salir de la situación de jaque.

### Coronación del peón

Coronación del peón

El peón tiene la posibilidad de convertirse en torre, caballo, alfil o dama una vez que haya llegado a la octava fila, es decir, en cualquier pieza de su mismo color, excepto el peón o rey. Esto se denomina coronación, y representa un tema importante a considerar en la táctica y estrategia. A medida que un peón avanza, su valor relativo aumenta y se debe evitar que el peón sea bloqueado por las piezas del adversario, que se esforzará en impedir su avance.
La acción de la pieza coronada es inmediata, es decir, si el rey está en la línea de coronación y al coronar un peón se solicita una dama o una torre, el rey queda automáticamente en jaque. En la mayoría de los casos los jugadores prefieren promover el peón a una dama, porque esta es la pieza de mayor valor relativo, aunque sea posible que la coronación de una dama sea un inconveniente (podría, por ejemplo, provocar tablas por ahogamiento) y es preferible la de un caballo o un alfil, que también se llama "subpromoción".
Las reglas de la promoción varían a lo largo del tiempo y solo se uniformizaron hacia alrededor del siglo XVIII. Inicialmente, la iglesia católica se opuso a la presencia de dos damas en el tablero, que contradecía la doctrina monógama de la iglesia. En consecuencia, el peón solo puede ser promovido si la dama ya hubiese sido capturada. En algunos lugares, como Francia, por un breve período de tiempo, el peón solo podía ser promovido por una pieza que ya hubiese sido capturada y, en caso de que no estuviese disponible ninguna, debe permanecer como peón en la última fila hasta una captura de una pieza de su color fuese realizada.

## Estrategia

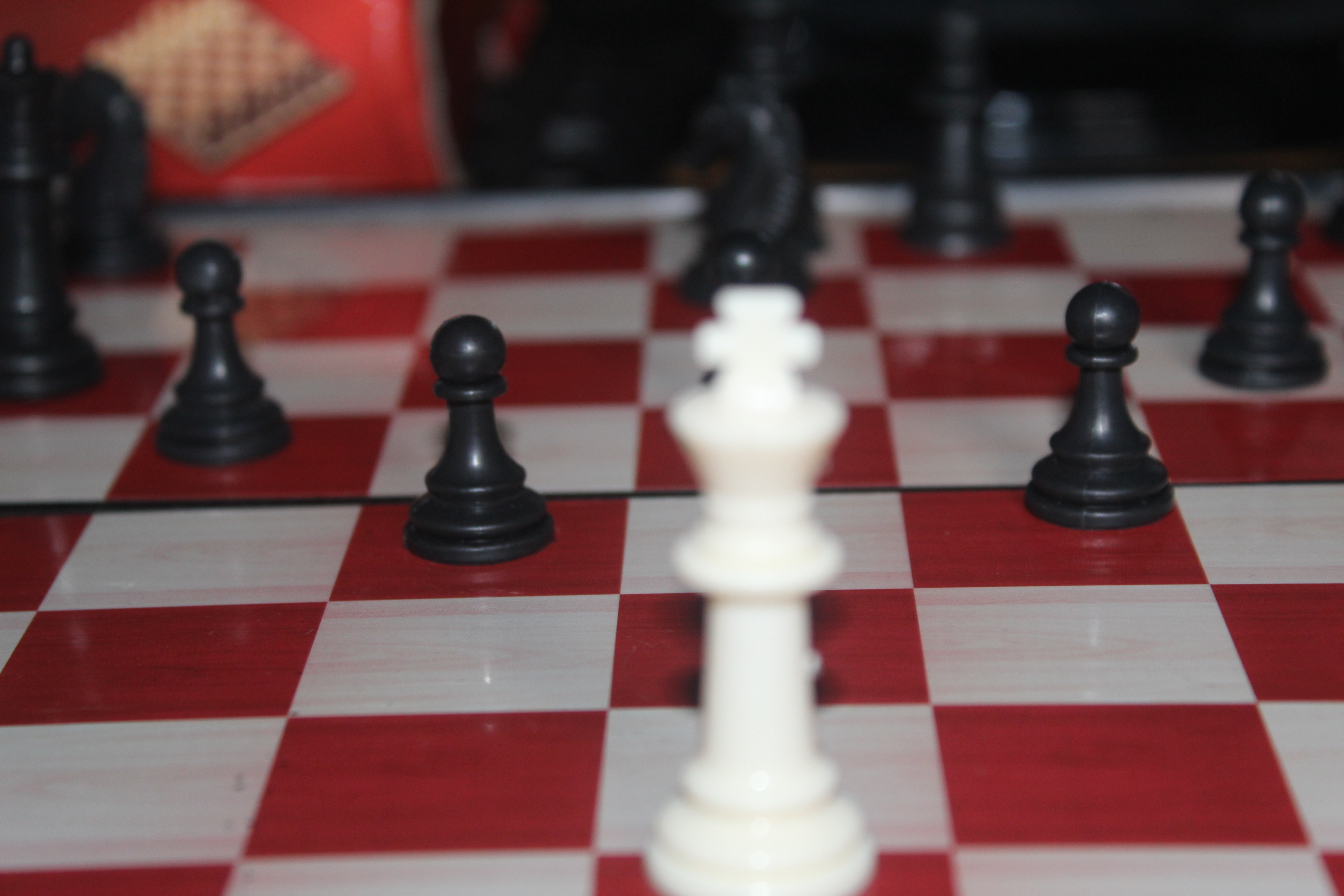
Un rey siendo acorralado por varios peones rivales.

El posicionamiento de los peones es un elemento clave en la estrategia del ajedrez debido a su baja movilidad que crea debilidades permanentes en la cadena de peones. Se utilizan para controlar escaques importantes del tablero o impedir el avance de los peones adversarios. Cuando tiene el camino sin obstáculos, el avance de peón en el tablero aumenta la probabilidad de promoción a dama, lo que puede influir en la estrategia que se adopte a medida que el oponente mueva sus piezas para bloquear el peón. Sin embargo, el avance de peón también debilita las propias defensas por la imposibilidad del peón y defender tales posiciones.
El peón puede ser sacrificado para permitir que otras piezas de tablero o para que el jugador gane tiempo en el desarrollo de las piezas. Cuando el sacrificio se lleva a cabo en la fase de apertura, esto se denomina gambito. La teoría moderna preconiza que la mayoría de los peones en una de las alas es una ventaja importante, pero otros aspectos como la movilidad del propio rey y otras piezas activas en el tablero puede influenciar en la ventaja numérica de los peones. En teoría, una mayoría de peones puede convertirse en un peón pasado en la fase final de la partida que podría ser decisiva para la conclusión de la misma. La base, esto es el peón más atrasado y conectado a la cadena de peones, es el punto más vulnerable a los ataques porque no es defendido por ningún otro peón, siendo normalmente atacado para debilitar la estructura de los peones. Siempre que sea posible debe evitarse la creación de islas peones o peones aislados. Los peones doblados o aislados también pueden ser considerados vulnerables, por eso dependen de la posibilidad del adversario de capturarlos para caracterizar una debilidad.
Originalmente, la teoría del ajedrez preconizaba la ocupación del centro del tablero como una ventaja espacial para ser desarrollada durante la partida. Sin embargo, la Escuela hipermoderna desarrollada a principios del siglo XX alteró esta visión, al crear oportunidades para atacar a distancia el centro del tablero.

## La figura del peón en otras variantes
Existen diversas piezas de ajedrez no ortodoxas basados en el peón. Con movimiento similar al del peón, está el superpeón que puede avanzar por el número de escaques disponibles al frente y captura en diagonal al frente de modo similar al alfil. El peón berolina tiene el movimiento invertido, es decir, avanza en diagonal y captura la pieza a su frente en la misma columna.
Algunas variantes que exploran la imposibilidad de promover al peón si ninguna pieza haya sido capturada, a este se le llama "peón latente". El peón que no tiene movimiento se denomina "peón inmóvil" y su utilidad consiste en permitir que el jugador pierda el movimiento, evitando el zugzwang.
En el Xiangqi, la variante china de ajedrez, el peón puede avanzar hacia adelante y a los lados (cuando ya atravesó parte del tablero) también  capturando de esta forma. En el Shogi, variante japonesa, mueve solamente hacia delante, capturando si el escaque está ocupado por una pieza adversaria y cuando es promovido retorna la posición inicial con la patente "oro" y movimiento similar al general. En el ajedrez Avalancha, el jugador puede mover un peón adversario en lugar de jugar para mover su propia pieza.

## Nota
1. ↑  La The London Encyclopaedia de 1839 menciona la palabra Padati con el mismo significado.[2]